# Blue System/Diskografie
Diese Diskografie ist eine Übersicht über die musikalischen Werke des deutschen Musikprojektes Blue System. Den Schallplattenauszeichnungen zufolge hat es bisher mehr als 800.000 Tonträger verkauft, davon alleine in der Heimat über 750.000. Seine erfolgreichsten Veröffentlichungen sind die Studioalben Twilight, Obsession und Déjà vu mit je über 250.000 verkauften Einheiten.

## Alben

### Studioalben
| Jahr | Titel Musiklabel                                | Höchstplatzierung, Gesamtwochen, AuszeichnungChartplatzierungen (Jahr, Titel, Musiklabel, Platzierungen, Wochen, Auszeichnungen, Anmerkungen) | Höchstplatzierung, Gesamtwochen, AuszeichnungChartplatzierungen (Jahr, Titel, Musiklabel, Platzierungen, Wochen, Auszeichnungen, Anmerkungen) | Höchstplatzierung, Gesamtwochen, AuszeichnungChartplatzierungen (Jahr, Titel, Musiklabel, Platzierungen, Wochen, Auszeichnungen, Anmerkungen) | Anmerkungen                                                  |
| Jahr | Titel Musiklabel                                | DE | AT | CH | Anmerkungen                                                  |
| ---- | ----------------------------------------------- | --- | --- | --- | ------------------------------------------------------------ |
| 1987 | Walking on a Rainbow Hansa Records (BMG Ariola) | — | — | — | Erstveröffentlichung: 2. November 1987                       |
| 1988 | Body Heat Hansa Records (BMG Ariola)            | DE20 (15 Wo.)DE | AT23 (10 Wo.)AT | — | Erstveröffentlichung: 17. Oktober 1988                       |
| 1989 | Twilight Hansa Records (BMG Ariola)             | DE11 Gold · (24 Wo.)DE | AT30 (2 Wo.)AT | CH26 (2 Wo.)CH | Erstveröffentlichung: 9. Oktober 1989 Verkäufe: + 250.000    |
| 1990 | Obsession Hansa Records (BMG Ariola)            | DE14 Gold · (13 Wo.)DE | AT18 (7 Wo.)AT | — | Erstveröffentlichung: 8. Oktober 1990 Verkäufe: + 250.000    |
| 1991 | Seeds of Heaven Hansa Records (BMG Ariola)      | DE11 (27 Wo.)DE | AT12 (12 Wo.)AT | — | Erstveröffentlichung: 8. April 1991                          |
| 1991 | Déjà vu Hansa Records (BMG Ariola)              | DE18 Gold · (13 Wo.)DE | AT27 (9 Wo.)AT | — | Erstveröffentlichung: 30. September 1991 Verkäufe: + 250.000 |
| 1992 | Hello America Hansa Records (BMG Ariola)        | DE29 (21 Wo.)DE | AT21 (6 Wo.)AT | — | Erstveröffentlichung: 23. März 1992                          |
| 1993 | Backstreet Dreams Hansa Records (BMG Ariola)    | DE5 (15 Wo.)DE | AT22 (4 Wo.)AT | — | Erstveröffentlichung: 19. April 1993                         |
| 1994 | 21st Century Hansa Records (BMG Ariola)         | DE11 (13 Wo.)DE | — | — | Erstveröffentlichung: 21. März 1994                          |
| 1994 | X-Ten Hansa Records (BMG Ariola)                | DE24 (9 Wo.)DE | — | — | Erstveröffentlichung: 31. Oktober 1994                       |
| 1995 | Forever Blue Hansa Records (BMG Ariola)         | DE18 (11 Wo.)DE | — | — | Erstveröffentlichung: 9. Oktober 1995 Verkäufe: + 50.000     |
| 1996 | Body to Body Hansa Records (BMG Ariola)         | DE29 (5 Wo.)DE | — | — | Erstveröffentlichung: 14. Oktober 1996                       |
| 1997 | Here I Am Hansa Records (BMG Ariola)            | DE38 (3 Wo.)DE | — | — | Erstveröffentlichung: 17. November 1997                      |

### Kompilationen
| Jahr | Titel Musiklabel                                | Anmerkungen                              |
| ---- | ----------------------------------------------- | ---------------------------------------- |
| 2009 | The History of Blue System Hansa Records (Sony) | Erstveröffentlichung: 8. Mai 2009        |
| 2014 | Magic Blue Hansa Records (Sony)                 | Erstveröffentlichung: 26. September 2014 |

## Singles
| Jahr | Titel Album                             | Höchstplatzierung, Gesamtwochen, AuszeichnungChartplatzierungen (Jahr, Titel, Album, Platzierungen, Wochen, Auszeichnungen, Anmerkungen) | Höchstplatzierung, Gesamtwochen, AuszeichnungChartplatzierungen (Jahr, Titel, Album, Platzierungen, Wochen, Auszeichnungen, Anmerkungen) | Höchstplatzierung, Gesamtwochen, AuszeichnungChartplatzierungen (Jahr, Titel, Album, Platzierungen, Wochen, Auszeichnungen, Anmerkungen) | Anmerkungen                                                   |
| Jahr | Titel Album                             | DE | AT | CH | Anmerkungen                                                   |
| ---- | --------------------------------------- | --- | --- | --- | ------------------------------------------------------------- |
| 1987 | Sorry Little Sarah Walking on a Rainbow | DE14 (14 Wo.)DE | AT10 (12 Wo.)AT | — | Erstveröffentlichung: 19. Oktober 1987                        |
| 1988 | My Bed Is Too Big Body Heat             | DE10 (26 Wo.)DE | AT4 (18 Wo.)AT | — | Erstveröffentlichung: 18. April 1988                          |
| 1988 | Under My Skin Body Heat                 | DE6 (13 Wo.)DE | AT12 (12 Wo.)AT | CH18 (6 Wo.)CH | Erstveröffentlichung: 10. Oktober 1988                        |
| 1989 | Silent Water Body Heat                  | DE11 (9 Wo.)DE | AT16 (6 Wo.)AT | — | Erstveröffentlichung: 2. Januar 1989                          |
| 1989 | Love Suite Body Heat                    | DE14 (12 Wo.)DE | — | — | Erstveröffentlichung: 27. März 1989                           |
| 1989 | Magic Symphony Twilight                 | DE10 (21 Wo.)DE | AT23 (8 Wo.)AT | CH21 (2 Wo.)CH | Erstveröffentlichung: 28. August 1989                         |
| 1989 | Love Me on the Rocks Twilight           | — | — | — | Erstveröffentlichung: 11. Dezember 1989                       |
| 1990 | 48 Hours Obsession                      | DE29 (8 Wo.)DE | AT28 (1 Wo.)AT | — | Erstveröffentlichung: 16. April 1990                          |
| 1990 | Love Is Such a Lonely Sword Obsession   | DE16 (18 Wo.)DE | AT13 (12 Wo.)AT | — | Erstveröffentlichung: 13. August 1990                         |
| 1990 | When Sarah Smiles Obsession             | DE63 (5 Wo.)DE | — | — | Erstveröffentlichung: 3. Dezember 1990                        |
| 1991 | Lucifer Seeds of Heaven                 | DE25 (12 Wo.)DE | AT8 (14 Wo.)AT | — | Erstveröffentlichung: 18. März 1991                           |
| 1991 | Testamente D’Amelia Seeds of Heaven     | DE34 (7 Wo.)DE | — | — | Erstveröffentlichung: 24. Juni 1991                           |
| 1991 | Déjà vu                                 | DE12 (14 Wo.)DE | AT16 (9 Wo.)AT | — | Erstveröffentlichung: 9. September 1991                       |
| 1991 | It’s All Over Déjà vu                   | DE60 (7 Wo.)DE | — | — | Erstveröffentlichung: 25. November 1991 mit Dionne Warwick    |
| 1992 | Romeo and Juliet Hello America          | DE25 (9 Wo.)DE | AT22 (7 Wo.)AT | — | Erstveröffentlichung: 17. Februar 1992                        |
| 1992 | I Will Survive Hello America            | — | AT30 (2 Wo.)AT | — | Erstveröffentlichung: 27. April 1992                          |
| 1993 | History Backstreet Dreams               | DE26 (11 Wo.)DE | — | — | Erstveröffentlichung: 22. März 1993                           |
| 1993 | Operator Backstreet Dreams              | DE87 (3 Wo.)DE | — | — | Erstveröffentlichung: 21. Juni 1993                           |
| 1994 | 6 Years – 6 Nights 21st Century         | DE47 (5 Wo.)DE | — | — | Erstveröffentlichung: 14. März 1994                           |
| 1994 | That’s Love 21st Century                | — | — | — | Erstveröffentlichung: Mai 1994                                |
| 1994 | Dr. Mabuse X-Ten                        | — | — | — | Erstveröffentlichung: 10. Oktober 1994                        |
| 1995 | Laila Forever Blue                      | DE29 (14 Wo.)DE | — | — | Erstveröffentlichung: 11. September 1995                      |
| 1996 | Only with You Body to Body              | DE58 (3 Wo.)DE | — | — | Erstveröffentlichung: 3. Juni 1996                            |
| 1996 | For the Children Body to Body           | DE67 (3 Wo.)DE | — | — | Erstveröffentlichung: 9. September 1996 feat. Children United |
| 1996 | Body to Body                            | — | — | — | Erstveröffentlichung: 25. November 1996                       |
| 1997 | Anything Here I Am                      | DE79 (1 Wo.)DE | — | — | Erstveröffentlichung: 10. November 1997                       |
| 1998 | Love Will Drive Me Crazy Here I Am      | — | — | — | Erstveröffentlichung: 12. Januar 1998                         |

## Videoalben und Musikvideos

### Videoalben
| Jahr | Titel Musiklabel                                                                           | Anmerkungen                |
| ---- | ------------------------------------------------------------------------------------------ | -------------------------- |
| 1990 | All Around the World (All the Hits and Videos from 1987 to 1990) Hansa Records (BMG Video) | Erstveröffentlichung: 1990 |

### Musikvideos
| Jahr | Titel                       | Regisseur(e)                   |
| ---- | --------------------------- | ------------------------------ |
| 1987 | Sorry Little Sarah          | Kai von Kotze, Roland Willaert |
| 1988 | My Bed Is Too Big           | Kai von Kotze, Roland Willaert |
| 1988 | Under My Skin               | Kai von Kotze, Roland Willaert |
| 1989 | Silent Water                | Kai von Kotze, Roland Willaert |
| 1989 | Love Suite                  | Kai von Kotze, Roland Willaert |
| 1989 | Magic Symphony              | Rudi Dolezal, Hannes Rossacher |
| 1989 | Love Me on the Rocks        | Kai von Kotze, Roland Willaert |
| 1990 | 48 Hours                    | Kai von Kotze, Roland Willaert |
| 1990 | Love Is Such a Lonely Sword | Clausen, Zaremba               |
| 1990 | When Sarah Smiles           | Clausen, Zaremba               |
| 1991 | It’s All Over               |                                |
| 1993 | History                     |                                |
| 1994 | 6 Years – 6 Nights          |                                |
| 1994 | That’s Love                 |                                |
| 1994 | Dr. Mabuse                  |                                |
| 1995 | Laila (2 Versionen)         |                                |
| 1996 | Only with You               |                                |
| 1996 | For the Children            |                                |
| 1996 | Body to Body                |                                |
| 1997 | Anything                    |                                |

## Sonderveröffentlichungen
| Jahr | Titel Musiklabel                                      | Anmerkungen                                              |
| ---- | ----------------------------------------------------- | -------------------------------------------------------- |
| 2019 | Maxi and Singles Collection Sony Music Catalog (Sony) | Erstveröffentlichung: 9. Dezember 2019 Label-Kompilation |

| Jahr | Titel Musiklabel                                          | Anmerkungen                                                              |
| ---- | --------------------------------------------------------- | ------------------------------------------------------------------------ |
| 2009 | Greatest Hits – Steel Box Collection Hansa Records (Sony) | Erstveröffentlichung: 18. Mai 2009 Teil der „Steel-Box-Collection“-Reihe |
| 2013 | Seeds of Heaven / Hello America Hansa Records (Sony)      | Erstveröffentlichung: 11. Januar 2013 Teil der „2-in-1“-Reihe            |

## Statistik

### Chartauswertung
|                     | DE     | AT    | CH    |
| ------------------- | ------ | ----- | ----- |
| Nummer-eins-Alben   | DE—DE  | AT—AT | CH—CH |
| Top-10-Alben        | DE1DE  | AT—AT | CH—CH |
| Alben in den Charts | DE12DE | AT7AT | CH1CH |

|                       | DE     | AT     | CH    |
| --------------------- | ------ | ------ | ----- |
| Nummer-eins-Singles   | DE—DE  | AT—AT  | CH—CH |
| Top-10-Singles        | DE3DE  | AT3AT  | CH—CH |
| Singles in den Charts | DE21DE | AT11AT | CH2CH |

### Auszeichnungen für Musikverkäufe
| Goldene Schallplatte - Polen - 1996: für das Album Forever Blue |

Anmerkung: Auszeichnungen in Ländern aus den Charttabellen bzw. Chartboxen sind in ebendiesen zu finden.
| Land/RegionAuszeichnungen für Musikverkäufe (Land/Region, Auszeichnungen, Verkäufe, Quellen) | Gold     | Platin | Verkäufe | Quellen           |
| -------------------------------------------------------------------------------------------- | -------- | ------ | -------- | ----------------- |
| Deutschland (BVMI)                                                                           | 3× Gold3 | —      | 750.000  | musikindustrie.de |
| Polen (ZPAV)                                                                                 | Gold1    | —      | 50.000   | olis.pl           |
| Insgesamt                                                                                    | 4× Gold4 | —      |          |                   |